# Estrada regional 156 (Suécia)
| 156 |

A Estrada regional 156  (em sueco: Länsväg 156) é uma estrada regional sueca com uma extensão de 109 km, que atravessa a província histórica da Västergötland, no atual condado da Västra Götaland.
Liga Härryda a Norra Unnaryd, passando por Skene, Svenljunga e Tranemo.